# Lars Steffen
Lars Steffen (* 6. Oktober 1992 in Düsseldorf) ist ein deutscher American-Football-Spieler auf der Position des Safeties. Für die Saison 2023 steht er bei den Kuopio Steelers aus der finnischen Vaahteraliiga unter Vertrag.

## Werdegang
Steffen begann 2006 bei Düsseldorf Megamagic mit dem Flag Football. Nachdem er 2009 die Altersgrenze erreicht hatte, entschied er sich seine Karriere bei den Düsseldorf Bulldozer im Tackle Football fortzusetzen. Dort spielte er in der Jugend unter anderem als Runningback und Quarterback, ehe er im Herrenteam der Bulldozer hauptsächlich als Free Safety eingesetzt wurde. Mit den Bulldozer spielte er mehrere Jahre unterklassig, bevor er sich 2015 für einen Wechsel zu den Düsseldorf Panther aus der German Football League (GFL) entschied. Dort entwickelte er sich in der GFL-Saison 2015 auf Anhieb zum Stammspieler und Leistungsträger seines Teams, das jedoch nur einen Sieg erringen konnte.
Im Frühjahr 2016 nahm er am Tryout der New Yorker Lions aus Braunschweig teil und wurde anschließend verpflichtet. Bei den Lions war Steffen Teil einer der stärksten Defense im europäischen Football. Geleitet wurde diese von Defensive Coordinator Dave Likins, der Steffen in den folgenden Jahren viel Football-Wissen vermittelte. Gegen hohe teaminterne Konkurrenz konnte er sich viel Spielzeit erarbeiten, wenngleich er im German Bowl XXXVIII zwar als Teil des Nickel-Package einige Snaps bekam, aber kein Starter war. Dies änderte sich bei den folgenden Endspielen, bei denen Steffen von Beginn an für die Braunschweiger auflief. Mit den Lions gewann er zwischen 2016 und 2019 insgesamt zwei deutsche Meistertitel sowie drei Eurobowls. Zu diesem Erfolg trug er vor allem als Free Safety bei, doch erzielte er 2019 auch als Punt Returner einen Touchdown.
Im Januar 2021 nahmen ihn die Kuopio Steelers aus der finnischen Vaahteraliiga unter Vertrag. Dort kam er vorrangig als Strong Safety zum Einsatz. Mit den Steelers gewann er die finnische Meisterschaft. Im Maple Bowl gelang ihm dabei eine Interception.
Zur Saison 2022 der European League of Football wurde Steffen von den Panthers Wrocław unter Cheftrainer Jakub Samel und Defensive Coordinator Dave Likins verpflichtet. In seinem ersten Spiel für die Panthers trug er wenige Sekunden vor Saisonende bei Punktgleichstand einen Fumble Return zum Touchdown zurück und sorgte damit für den Spielgewinn.

## Statistiken
| Jahr                                                    | Team                 | Spiele 1 | Tackles | Tackles | Tackles | Tackles | Tackles | Pass Defense | Pass Defense | Pass Defense | Pass Defense | Pass Defense | Fumbles | Fumbles | Fumbles |
| Jahr                                                    | Team                 | Spiele 1 | Total   | Solo    | Ast     | TFL     | Sack    | INT          | YDS          | TD           | BU           | PD           | FF      | FR      | TD      |
| ------------------------------------------------------- | -------------------- | -------- | ------- | ------- | ------- | ------- | ------- | ------------ | ------------ | ------------ | ------------ | ------------ | ------- | ------- | ------- |
| German Football League                                  |                      |          |         |         |         |         |         |              |              |              |              |              |         |         |         |
| 2015                                                    | Düsseldorf Panther   | 12       | 065     | 031     | 034     | 0       | 0,0     | 03           | 044          | 1            | 03           | 06           | 0       | 0       | 0       |
| 2016                                                    | New Yorker Lions     | 17       | 048     | 024     | 024     | 0       | 0,0     | 04           | 070          | 1            | 04           | 08           | 0       | 1       | 0       |
| 2017                                                    | New Yorker Lions     | 12       | 046     | 025     | 021     | 1       | 0,0     | 04           | 128          | 1            | 06           | 10           | 0       | 0       | 0       |
| 2018                                                    | New Yorker Lions     | 15       | 055     | 029     | 026     | 1       | 0,0     | 03           | 022          | 0            | 02           | 05           | 0       | 0       | 0       |
| 2019                                                    | New Yorker Lions     | 17       | 053     | 031     | 022     | 3       | 0,0     | 02           | 065          | 1            | 09           | 11           | 1       | 2       | 0       |
| GFL Gesamt                                              | GFL Gesamt           | 73       | 267     | 140     | 127     | 5       | 0,0     | 16           | 327          | 4            | 24           | 40           | 1       | 3       | 0       |
| Vaahteraliiga                                           |                      |          |         |         |         |         |         |              |              |              |              |              |         |         |         |
| 2021                                                    | Kuopio Steelers      | 07       | 24,5    | 016     | 017     | 1       | 0,0     | 01           | 000          | 0            | 03           | 04           | 0       | 0       | 0       |
| Vaahteraliiga Gesamt                                    | Vaahteraliiga Gesamt | 07       | 24,5    | 016     | 017     | 1       | 0,0     | 01           | 000          | 0            | 03           | 04           | 0       | 0       | 0       |
| European League of Football                             |                      |          |         |         |         |         |         |              |              |              |              |              |         |         |         |
| 2022                                                    | Panthers Wrocław     | 09       | 066     | 034     | 032     | 3,5     | 0,0     | 0            | 000          | 0            | 07           | 07           | 2       | 2       | 1       |
| ELF Gesamt                                              | ELF Gesamt           | 09       | 066     | 034     | 032     | 3,5     | 0,0     | 0            | 000          | 0            | 07           | 07           | 2       | 2       | 1       |
| stats.gfl.info, sajl.org, stats.europeanleague.football |                      |          |         |         |         |         |         |              |              |              |              |              |         |         |         |

## Privates
Steffens älterer Bruder Marius war ebenfalls im American Football aktiv. Steffen ist gelernter Metzger, gab den Beruf aber nach seinem Wechsel zu den New Yorker Lions 2016 auf. Fortan arbeitete er neben seiner Tätigkeit als Footballspieler als Athletik-Coach. In dieser Funktion arbeitete er unter anderem mit den Münster Mammuts zusammen. Zwischenzeitlich wohnte er in Braunschweig mit Adrian Brudny und einem weiteren polnischen Spieler zusammen.